# Вулиця Пташина
Вулиця Пташина — вулиця у Франківському районі міста Львова, місцевість Богданівка. Сполучає вулиці Сулими та Терлецького.

## Історія та забудова
Вулиця виникла на початку XX століття в межах підміського села Богданівка та у 1928 році отримала назву Птася. За радянських часів з 1946 року мала назву Птична. У 1993 році назву уточнено у сучасному варіанті — Пташина.
Забудована одно- та двоповерховими конструктивістськими будинками 1930-х років, одноповерховими садибами другої половини XX століття.